# Georg Graf von Zech-Burkersroda
Georg Graf von Zech-Burkersroda eigentlich Georg Wulff Graf von Zech, sonst von Burkersroda genannt, (* 6. August 1938 in Halle) ist ein deutscher Unternehmer, Domherr und Dechant der Vereinigten Domstifter zu Merseburg, Naumburg und des Kollegialstiftes Zeitz.

## Leben
Graf von Zech-Burkersroda wurde 1938 als ältester Sohn von Georg Julius Rudolf Graf von Zech-Burkersroda (1905–1945) aus der Gosecker Linie des Adelsgeschlechts Graf von Zech-Burkersroda und dessen Frau Margarethe von der Borch (1914–1997) geboren. Seine mütterliche Großmutter Louisa von der Borch geborene von Zech-Burkersroda  (1881–1970) war die Cousine seines väterlichen Großvaters Ludwig Rudolf von Zech-Burkersroda (1873–1946) und stammte aus der jüngeren Börlner Linie. Nach der Machtübernahme der Sowjetischen Militäradministration am 1. Juli 1945 wurde der Familienbesitz enteignet. Sein Vater starb am 2. Oktober 1945 im Speziallager Nr. 8 Torgau und wurde in Torgau bestattet. Seine Mutter floh mit ihm und seinen beiden Geschwistern zunächst nach Oberfranken.
Er studierte in Köln Maschinenbau. Nach dem Diplom arbeitete danach drei Jahre in den USA, machte dort mit Unterstützung eines Stipendiums noch einen Abschluss im Fach Betriebswirtschaft und wurde Angestellter des Baumaschinenherstellers Gehl in West Bend (Wisconsin). Für dieses Unternehmen baute er ein Tochterunternehmen in Everswinkel auf und wurde dessen Geschäftsführer und Gesellschafter. 1967 zog er mit seiner Familie nach Angelmodde. Er hat drei Kinder.
Nach der Öffnung der innerdeutschen Grenze nahm er einen Zweitwohnsitz in Naumburg und engagierte sich für die Renovierung und Nutzung des ehemaligen Familiensitzes Schloss Goseck u. a. als Europäisches Musik- und Kulturzentrum. Als Domherr und Dechant der Vereinigten Domstifter zu Merseburg, Naumburg und des Kollegialstiftes Zeitz setzte er sich erfolgreich für die Sanierung der Kirchen und die Aufnahme des Naumburger Doms als Weltkulturerbe der UNESCO ein.

## Mitgliedschaften
- Johanniterorden
- Kuratorium des Johanniterhauses Nebra
- Vereinigte Domstifter[3]
- Freundeskreises der Vereinigten Domstifter
- Rotary Club Münster
- Freundeskreis Stadtmuseum Münster
- Freundeskreis Herzzentrum Münster
- Kuratorium der Stiftung Schulpforta
- Corps Borussia Bonn[4]

## Auszeichnungen
- 2008: Verdienstorden des Landes Sachsen-Anhalt[5]
- 2015: Bundesverdienstkreuz am Bande[6]
- Ehrendomherr der Vereinigten Domstifter